# 科林斯街

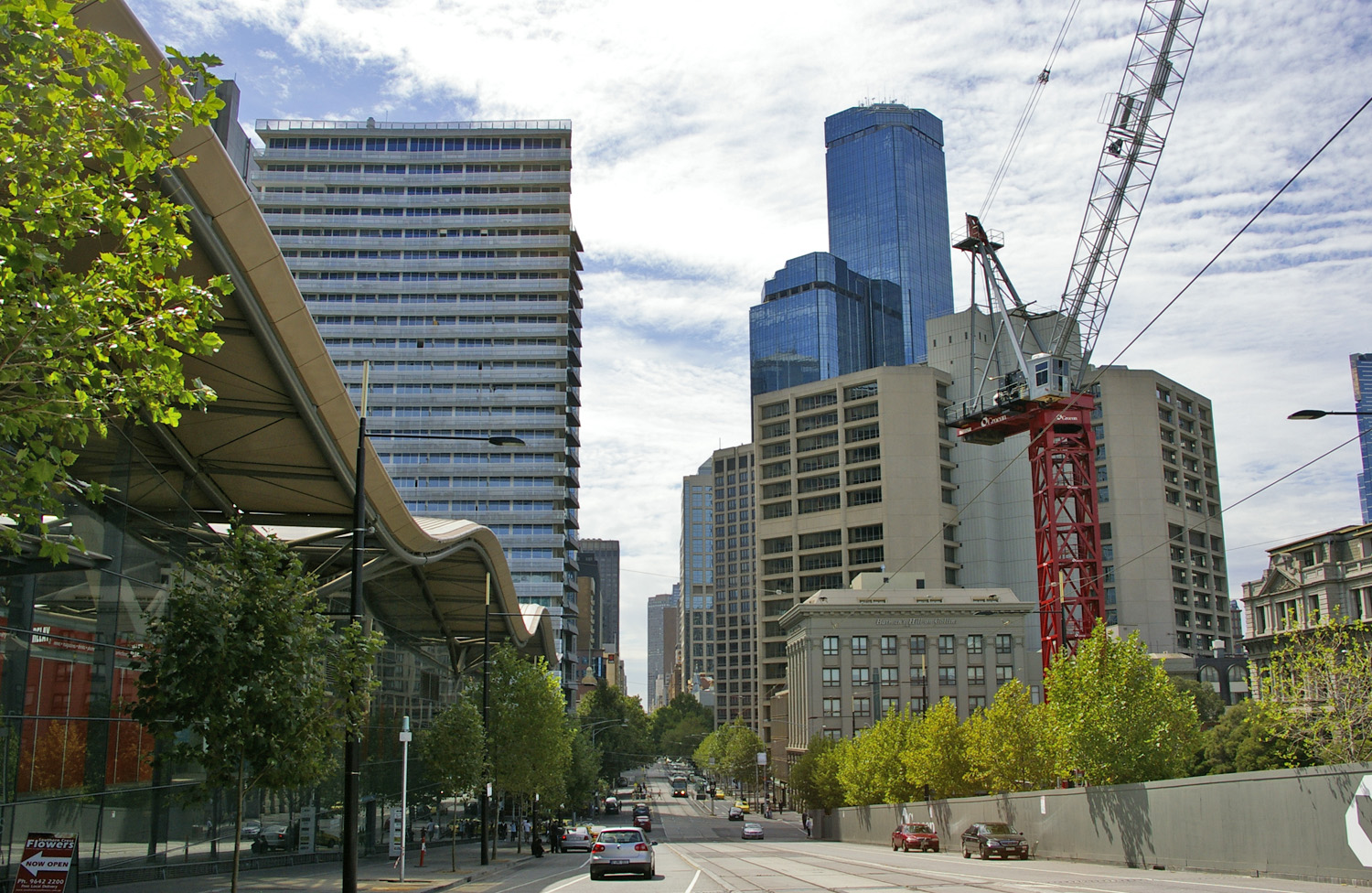

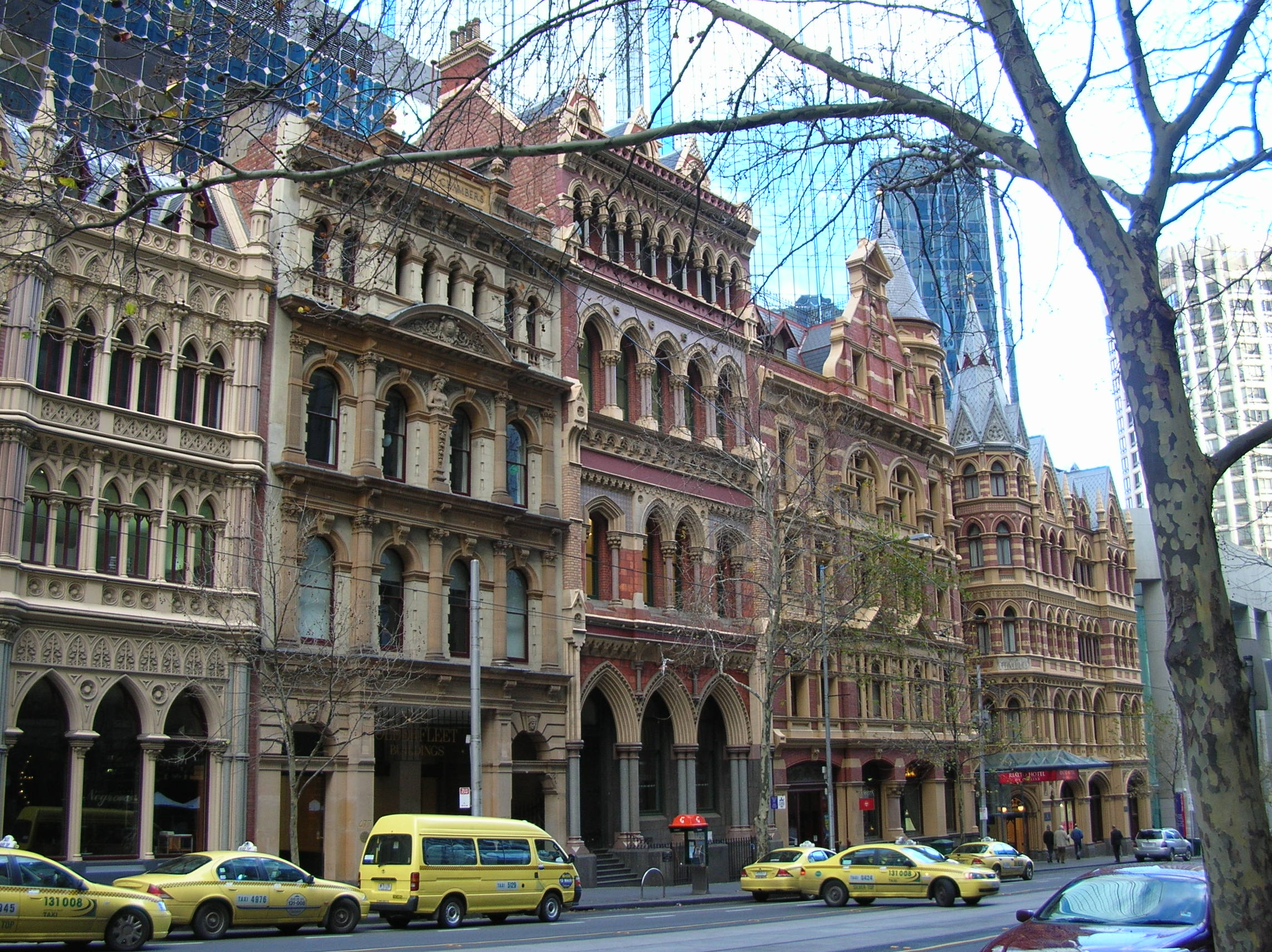

科林斯街（英語：Collins Street），又譯哥連街、卡倫街，是澳大利亚維多利亞州墨尔本市中心的主要街道，东西走向，长2公里。它也常被认为是澳大利亚的第一街，拥有该国最好的一些维多利亚时期建筑。
科林斯街在伊丽莎白街和金街之间的一段是墨尔本的金融中心，有许多银行和保险公司。
科林斯街是墨尔本的主要商业街，是南半球最為著名的奢侈品購物中心，沿街有许多零售商的旗舰店：香奈儿、普拉達、路易威登、亞曼尼、蒂芙尼公司、拉尔夫·劳伦 、恬墨書舍等。
科林斯街拥有墨尔本最好的一些维多利亚式建筑。这条街上的大型教堂包括科林斯街浸信会教堂（1845年）、圣米迦勒联合教会（1866年）和苏格兰教堂（1874年）。